# انفجار اتوبوس پارک لیبرتی بل

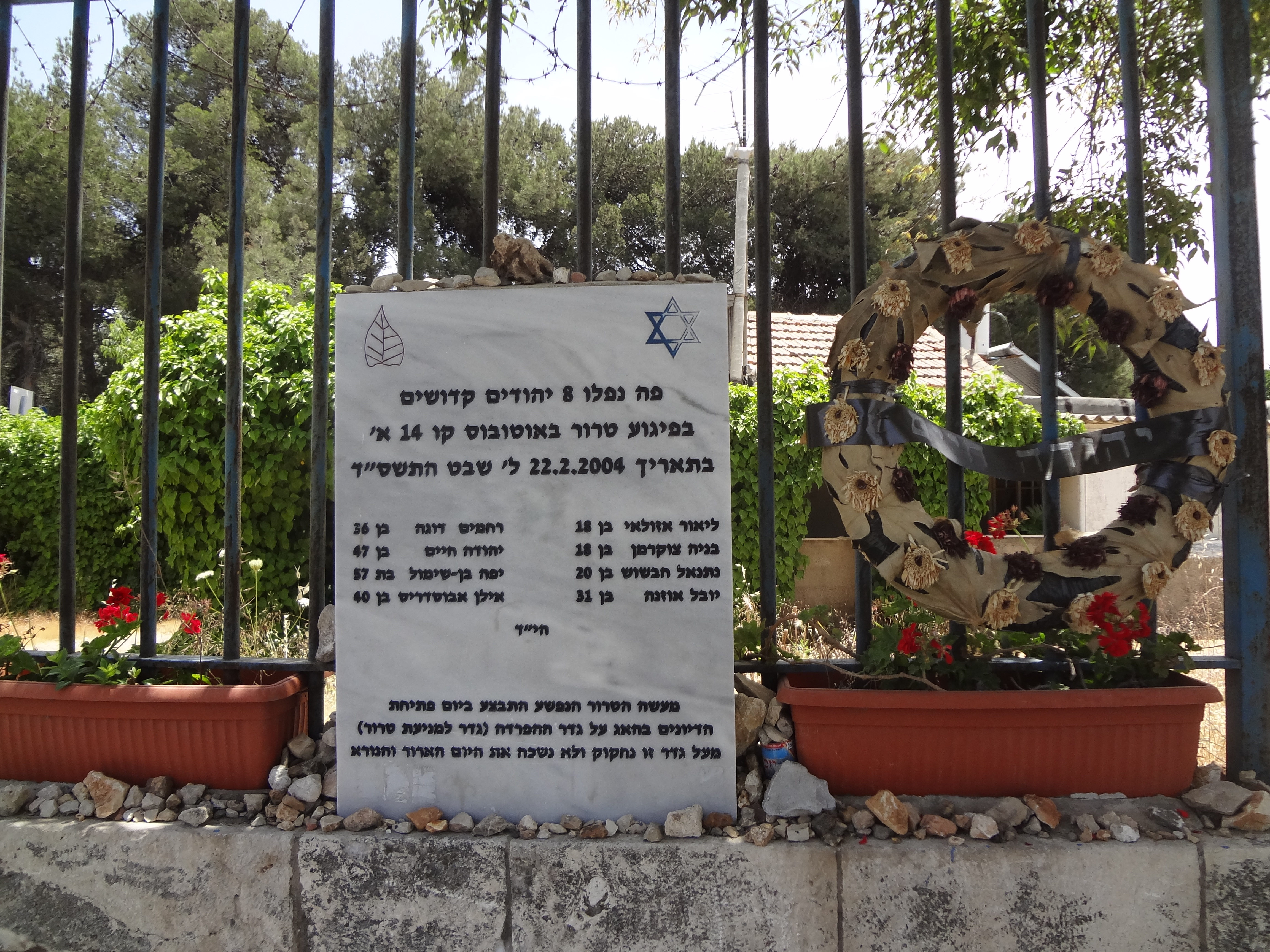
لوح یادبود قربانیان بمب‌گذاری

بمب‌گذاری اتوبوس لیبرتی بل پارک، بمب‌گذاری انتحاری اتوبوس ایگد شماره ۱۴اِی در قدس، در ۲۲ فوریه ۲۰۰۴ بود. در این حمله هشت مسافر کشته و بیش از ۶۰ نفر زخمی شدند که بسیاری از آنها کودکانی در مسیر مدرسه بودند. گردان شهدای الاقصی (شاخهٔ نظامی جنبش فتح) مسئولیت این حمله را بر عهده گرفت.

## حمله
روز یکشنبه ۲۲ فوریه ۲۰۰۴، در ساعت شلوغی صبحگاه، یک بمب‌گذار انتحاری فلسطینی سوار اتوبوس 14a شد که به سمت مرکز شهر بیت‌المقدس حرکت می‌کرد. بمب‌گذار انتحاری یک وسیله انفجاری را در یک کوله پشتی پنهان کرده بود که برای به حداکثر رساندن تلفات با ضایعات فلزی پر شده بود. پلیس معتقد است که او در منطقه صنعتی تل بیوت سوار اتوبوس شده‌است.
بمب‌گذار انتحاری منتظر بود تا اتوبوس از مسافران پر شود. تقریباً در ساعت ۸:۳۰ صبح، هنگامی که اتوبوس از پارک لیبرتی بل در لبه عمک رفئیم، خیابان اصلی مستعمره آلمان عبور کرد، او کوله را منفجر کرد.

## عاملان
گردان شهدای الاقصی مسئولیت این حمله را بر عهده گرفت و اعلام کرد که مهاجم، محمد زعول ۲۳ ساله اهل روستای حوسان در کرانه باختری است. پس از این حمله، ویدئویی از بمب‌گذار انتحاری منتشر شد که در آن زاعول مدعی شد که این حمله را برای انتقام «به‌خاطر قتل‌عام اسرائیل علیه فلسطینیان» انجام داده‌است.

## واکنش‌های رسمی
فلسطین:احمد قریع، نخست‌وزیر تشکیلات خودگردان فلسطین این حمله را محکوم کرد و اعلام کرد که این حمله به اسرائیل بهانه ای برای ادامه ساختن دیوار کرانه باختری می‌دهد.